# Население на Република Конго
Населението на Република Конго според последното преброяване от 2007 г. е 3 697 490 души.

## Численост
Численост на населението според преброяванията през годините:
| Година | Численост |
| 1984   | 1 909 248 |
| 1996   | 2 591 271 |
| 2007   | 3 697 490 |

## Възрастова сткруктура
(2006)
- 0-14 години: 46,4% (мъжe 864 407 / жени 853 728)
- 15-64 години: 50,7% (мъже 930 390 / жени 945 545)
- над 65 години: 2,9% (мъже 44 430 / жени 63 814)

## Коефициент на плодовитост
- 2006: 4,47

## Етнически състав
- 48 % – конго
- 20 % – санга
- 17 % – батеке
- 12 % – мбочи
- 0,3 % – бели (9500 души)
- 2,7 % – други

## Религия
- 50 % – християни
- 48 % – анимисти
- 2 % – мюсюлмани

## Езици
Официален език в Република Конго е френският.